# Cholapuram
Cholapuram è una suddivisione dell'India, classificata come town panchayat, di 6.364 abitanti, situata nel distretto di Thanjavur, nello stato federato del Tamil Nadu. In base al numero di abitanti la città rientra nella classe V (da 5.000 a 9.999 persone).

## Geografia fisica
La città è situata a 9° 22' 0 N e 77° 34' 60 E e ha un'altitudine di 122 m s.l.m..

## Società

### Evoluzione demografica
Al censimento del 2001 la popolazione di Cholapuram assommava a 6.364 persone, delle quali 3.041 maschi e 3.323 femmine. I bambini di età inferiore o uguale ai sei anni assommavano a 779, dei quali 370 maschi e 409 femmine. Infine, coloro che erano in grado di saper almeno leggere e scrivere erano 4.602, dei quali 2.393 maschi e 2.209 femmine.